# Jewhenij Chawiłow
Jewhenij Wołodymyrowycz Chawiłow (ukr. Євгеній Володимирович Хавілов; ur. 24 marca 1981) – ukraiński zapaśnik startujący w stylu wolnym. Brązowy medalista mistrzostw Europy w 2006. Triumfator wojskowych MŚ w 2005, srebrny medalista w 2008, a brązowy w 2013. Drugi w Pucharze Świata w 2009 i czwarty w drużynie w 2008 roku.